# الديناصورات العاشبة
الديناصورات العاشبة و (بالإنجليزية: Herbivorous dinosaurs) عاشت هذه الكائنات قبل أكثر من 65 مليون عام و.كانت تتغذي علي النباتات، وكان بعض أصنافها يشبهون اكلي اللحوم لتخفي عن الأنظار. ولكن الغذاء النباتي كان ميقيما.

## أنواع الديناصورات العاشبة
من أنواع الديناصورات العاشبة:
- كوريثوصور
- إغوانودون
- باراصورولوفوس
- هيتيرورنتوصور
- دبلوداكس
- اباتوصور
- لوغنغوصور
- بلاتيرصور
- سالتاصور
- مامنتشيصور
- هيسيلوفودن

وتتعبر أيضا الديناصورات المدرعة كلها ديناصورات عاشبة:
- اليوبلوكيفالس
- ستيغوصور
- إدمنتونيا